# Sông Nộn

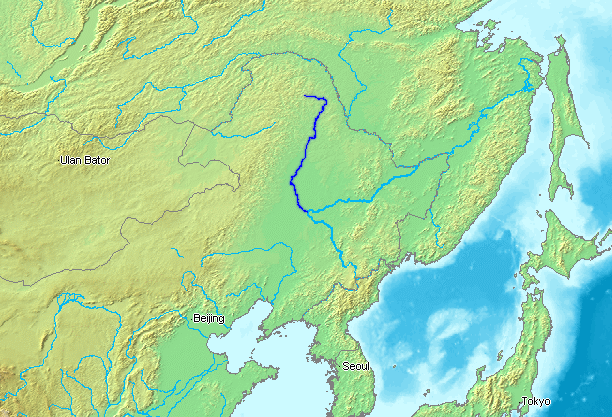
Dòng chảy Nộn Giang

Sông Nộn hay Nộn Giang (tiếng Trung: 嫩江; bính âm: Nèn Jiāng) (tiếng Mãn:  Non ula) là một dòng sông tại Đông Bắc Trung Quốc. Nộn Giang chảy qua phần phía bắc của tỉnh Hắc Long Giang và một phần đông bắc của Nội Mông, một số đoạn sông tạo thành ranh giới tự nhiên giữa hai nơi. Với 1370 km (850 mi) chiều dài, Nộn Giang là chi lưu dài nhất của sông Tùng Hoa.
Nộn Giang có hướng chủ đạo là phía nam, qua một thung lũng rộng giữa hai dãy núi Đại Hưng An Lĩnh và Tiểu Hưng An Lĩnh ở phía tây và đông, và hợp lưu với Sông Tùng Hoa gần thành phố Đại An, Bạch Thành.

## Chi lưu
Các chi lưu chính của Nộn Giang bao gồm:
- Cam Hà (甘河) (hữu ngạn)
- Mô Nhĩ (讷谟尔河) (tả ngạn)
- Nặc Mẫn (诺敏河) (hữu ngạn)
- Xước Nhĩ (绰尔河) (hữu ngạn)
- Đào Nhân (洮儿河) (hữu ngạn)
- Hoắc Lâm (霍林河) (hữu ngạn)